# (11849) Fauvel
(11849) Fauvel ist ein Asteroid des Hauptgürtels, der am 15. Februar 1988 von dem belgischen Astronomen Eric Walter Elst am La-Silla-Observatorium der Europäischen Südsternwarte (IAU-Code 809) in Chile entdeckt wurde.
(11849) Fauvel wurde am 23. Mai 2000 nach dem französischen Flugzeugkonstrukteur Charles Fauvel (1904–1979) benannt, der durch seine Konstruktionen von Nurflügelflugzeugen bekannt wurde.